# 昊美术馆

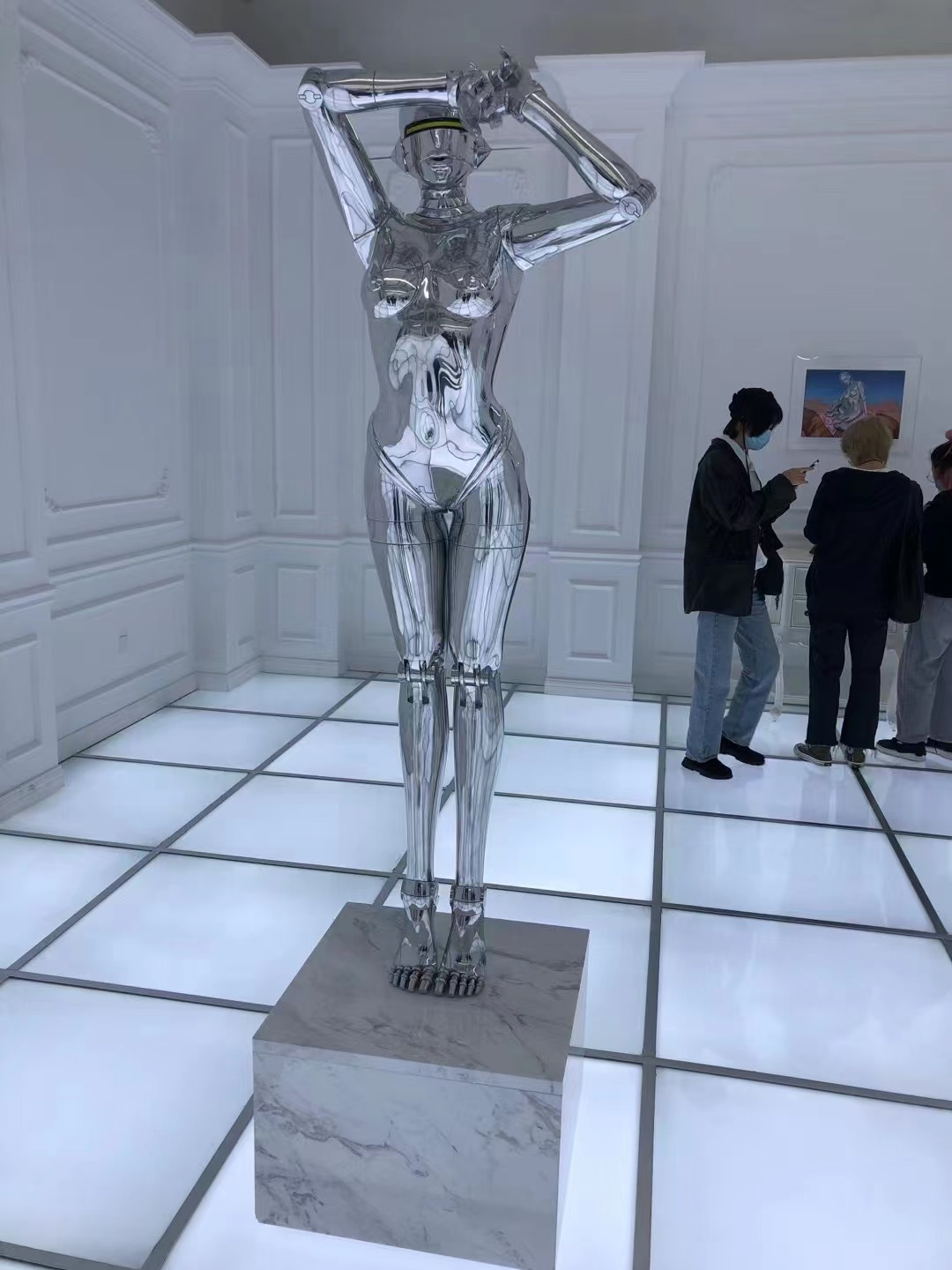
昊美術館

昊美术馆（上海）位于上海浦东祖冲之路2277弄1号，于2017年9月对外开放。

## 历史
昊美术馆（上海）共有三层，总面积约7000平方米，其中展厅面积约5000平方米，美术馆办公、仓库及服务区域约2000平方米。
昊美术馆由收藏家郑好创办，国际策展人尹在甲担任馆长。昊美术馆的收藏涵盖了东西方艺术界的2000余件艺术作品，包括：约瑟夫·博伊斯近400件代表作品和文献资料，达明·赫斯特的代表作品，以及马库斯·吕佩茨、安尼施·卡普尔、达伦·艾蒙德、卡斯滕·尼古拉、草间弥生、全光荣、张晓刚、周春芽、张洹、艾未未、展望等艺术家的重要作品。
昊美术馆（上海）是上海第一家夜间美术馆，其参观时间为周二至周五13:00-22:00，周六、日10:00-22:00。

## 旗下设施

### 昊设计中心
位于昊美术馆（上海）三层，结合艺术展示与商业贩售。

### HOW Store
集限量艺术品、高端家居饰品、艺术衍生品和设计师品牌的精品店。目前有三家门店，分别位于昊美术馆（上海）三层、昊美术馆（温州）以及北京王府井中环店。

### HOW图书馆
位于昊美术馆（上海）三层，目前藏书近千册，汇集来自全世界建筑、工业设计、室内设计、当代艺术、摄影等专业领域等书籍。

## 交通

### 公交
- 1104路、浦东11路、浦东1路、张江1路、张江环线：祖冲之路申江路站

### 地铁
- 上海轨道交通2号线广兰路站